# MAOTO
MAOTO （まおと）は、日本のダンサー、俳優である。実父はミュージカル俳優の川口竜也。伯父に劇団四季所属の川口雄二がいる。

## 略歴
ニューヨークのエイリースクール・ロンドンにてモダンダンスやコンテンポラリーダンスを学ぶ。ミュージカルをはじめとする舞台でダンサー・アンサンブルキャストとして出演を重ねる一方で、ジャズダンスクラスを中心にダンススクールで講師を務めている。

## 出演
- 2018年
  - 4月 『Hibiya Festival』：「Opening Show」 - 演出：宮本亜門（日比谷ステップ広場）[5]
  - 10月 東京二期会オペラ『アイーダ』（札幌文化芸術劇場hitaru[6]・神奈川県民ホール大ホール・兵庫県立芸術文化センターKOBELCO大ホール・iichiko総合文化センターグランシアタ）
- 2019年
  - 2月 東京二期会オペラ『金閣寺』 - 演出：宮本亜門（東京文化会館）
  - 4月 『HIBIYA FESTIVAL』 - 演出：宮本亜門（日比谷ステップ広場）[7]
  - 8月 『ドン・ジュアン』（TBS赤坂ACTシアター・刈谷市総合文化センター大ホール）[8][9]
- 2020年
  - 2月 『ウエスト・サイド・ストーリー』日本キャスト版 Season2（IHIステージアラウンド東京）[10] - ベビージョン役[11]
  - 5月 『NEWSIES』（日生劇場・梅田芸術劇場）[12]（※新型コロナウイルスの影響により公演中止）
  - 9月 『ハウ・トゥー・サクシード』（東急シアターオーブ・オリックス劇場）[13][14]
- 2021年
  - 6月 『ジェイミー』（東京建物 Brillia HALL[15]・新歌舞伎座 (大阪)・愛知県芸術劇場大ホール） - リーバイ役[16]
  - 10月 『ハウ・トゥー・サクシード』（東急シアターオーブ・オリックス劇場）[17][18]
- 2022年
  - 3月 『メリー・ポピンズ』（東急シアターオーブ[19]・梅田芸術劇場メインホール）[20]
  - 9月 『ヘアスプレー』（東京建物 Brillia HALL・博多座・梅田芸術劇場メインホール・御園座）[21]
    - 自身の誕生日である9月19日に川口竜也との初の親子共演を果たす[22][23]
- 2023年
  - 1月 『キングアーサー』（新国立劇場中劇場・高崎芸術劇場大劇場・兵庫県立芸術文化センターKOBELCO大ホール・刈谷市総合文化センター大ホール）[24][25]
  - 7月 『ファインディング・ネバーランド』（新国立劇場中劇場・梅田芸術劇場メインホール・久留米シティプラザザ・グランドホール・オーバード・ホール・愛知県芸術劇場大ホール）[26]
  - 9月 『ロジャース／ハート』（有楽町よみうりホール・北國新聞赤羽ホール・松下IMPホール）[27][28]
- 2024年
  - 1月 JMAミュージカルショー『ラ・ラ・スポットライト』 （HEP HALL）[29]
  - 3月 『20世紀号に乗って』（東急シアターオーブ・オリックス劇場）[30][31]
  - 7月 『BOLERO』-最終章- （有楽町よみうりホール・SkyシアターMBS）[32][33]
  - 9月 『IN THE HEIGHTS イン・ザ・ハイツ』 （天王洲 銀河劇場・京都劇場・Niterra日本特殊陶業市民会館ビレッジホール・大和市文化創造拠点シリウス1階芸術文化ホール メインホール）[34][35]
- 2025
  - 1月 『ミセン』 （新歌舞伎座・愛知県芸術劇場大ホール・めぐろパーシモンホール大ホール）[36]
  - 4月 『ホリデイ・イン』 （東急シアターオーブ・SkyシアターMBS）[37][38]
  - 7月 『ジェイ・ミー』 （東京建物 Brillia HALL・新歌舞伎座・愛知県芸術劇場大ホール）- リーバイ役[39]

## TV CM
- Sky株式会社（2021年）採用向けCM「原動力は好働力」篇[40]